# رايلي تومسون
رايلي تومسون (بالإنجليزية: Riley Thomson)‏ هو رسام رسوم متحركة ومخرج أمريكي، ولد في 5 أكتوبر 1912 في ألهامبرا في الولايات المتحدة، وتوفي في 26 يناير 1960 في كاليفورنيا في الولايات المتحدة.

## وصلات خارجية
- رايلي تومسون على موقع IMDb (الإنجليزية)
- رايلي تومسون على موقع أول موفي (الإنجليزية)
- رايلي تومسون على موقع قاعدة بيانات الأفلام السويدية (السويدية)
- رايلي تومسون على موقع قاعدة بيانات الفيلم (الإنجليزية)
- رايلي تومسون على موقع كينوبويسك (الروسية)